# La mano sinistra della violenza
La mano sinistra della violenza (Shin du bei dao) è un film del 1971 diretto da Chang Cheh.
È il terzo film della trilogia One-Armed Swordsman. Il film fu voluto dal produttore Run Run Shaw (Shao Yifu) anche come "vendetta" verso il suo ex-divo Jimmy Wang Yu (Wang Zhengquan), che lo aveva lasciato per passare alla casa rivale Golden Harvest. Il regista era lo stesso del dittico Wushapian (Film di Cavalieri Erranti) nel quale Wang Yu aveva impersonato lo Spadaccino Monco del titolo (il "Du Beidao"): Mantieni l'odio per la tua vendetta (1967) e La sfida degli invincibili campioni (1969).

## Trama
Terrore dei criminali che infestano la regione, il giovane Lei-Li, detto il "cavaliere delle due spade", viene sconfitto in duello da un astuto capobanda, Su Wong, armato di un micidiale bastone snodato in tre parti. Fedele al giuramento, fatto all'avversario, di non impugnare mai più la spada se avesse perduto la sfida, Lei-Li si mozza il braccio destro. Finito come cameriere in una taverna, frequentata dai bravi di Chen Chi Fung, signore del "castello della tigre" e alleato di Su Wong, il giovane subisce senza reagire i loro insulti e le loro minacce. Un giorno, giunge alla taverna Feng Chung, un altro campione di spada. Diventato amico di Lei Li, costui accetta, pur sapendo di cadere in un tranello, un invito rivoltogli da Chen Chi Fung, a recarsi al castello. Lottando contro Su Wong, ospite del compare, Feng Chung muore tagliato in due. Deciso a vendicarlo, Lei Li, ripudiando il giuramento fatto, impugna la spada offertagli da Pa Chiao - la ragazza di cui è innamorato -, arma appartenuta ad un mitico guerriero ucciso in un'imboscata, stermina gli uomini di Chen Chi Sung e di Su Wong e uccide infine anche questi.

## Distribuzione
Uscito a Hong Kong nel 7 febbraio 1971, si piazzò fra i primi cinque maggiori incassi.
In Italia uscì il 4 aprile 1973, in piena moda del Kung-Fu, incassando poco meno di 200 milioni di lire, cifra più che discreta se si considera che il genere in costume non aveva molto successo giacché il fenomeno dominante era il Gongfupian a mani nude alla Bruce Lee.
Nei mercati di lingua inglese uscì anche col titolo Triple Iron, giacché il protagonista, per uccidere il Cattivo, necessita di tre spade.

## Critica
Nella sua recensione dell'epoca, il critico inglese Tony Rayns, pur segnalando le manchevolezze d'una produzione a basso costo e quasi tutta in interni, sottolineò come il finale, quando Lei Li cavalca verso la fortezza nemica, abbia la stessa possenza mitica del famoso kolossal El Cid. Tony Rayns rimarcò inoltre l'adeguatezza della maschera imbronciata del protagonista David Chiang.